# Luftoperativa radionätet

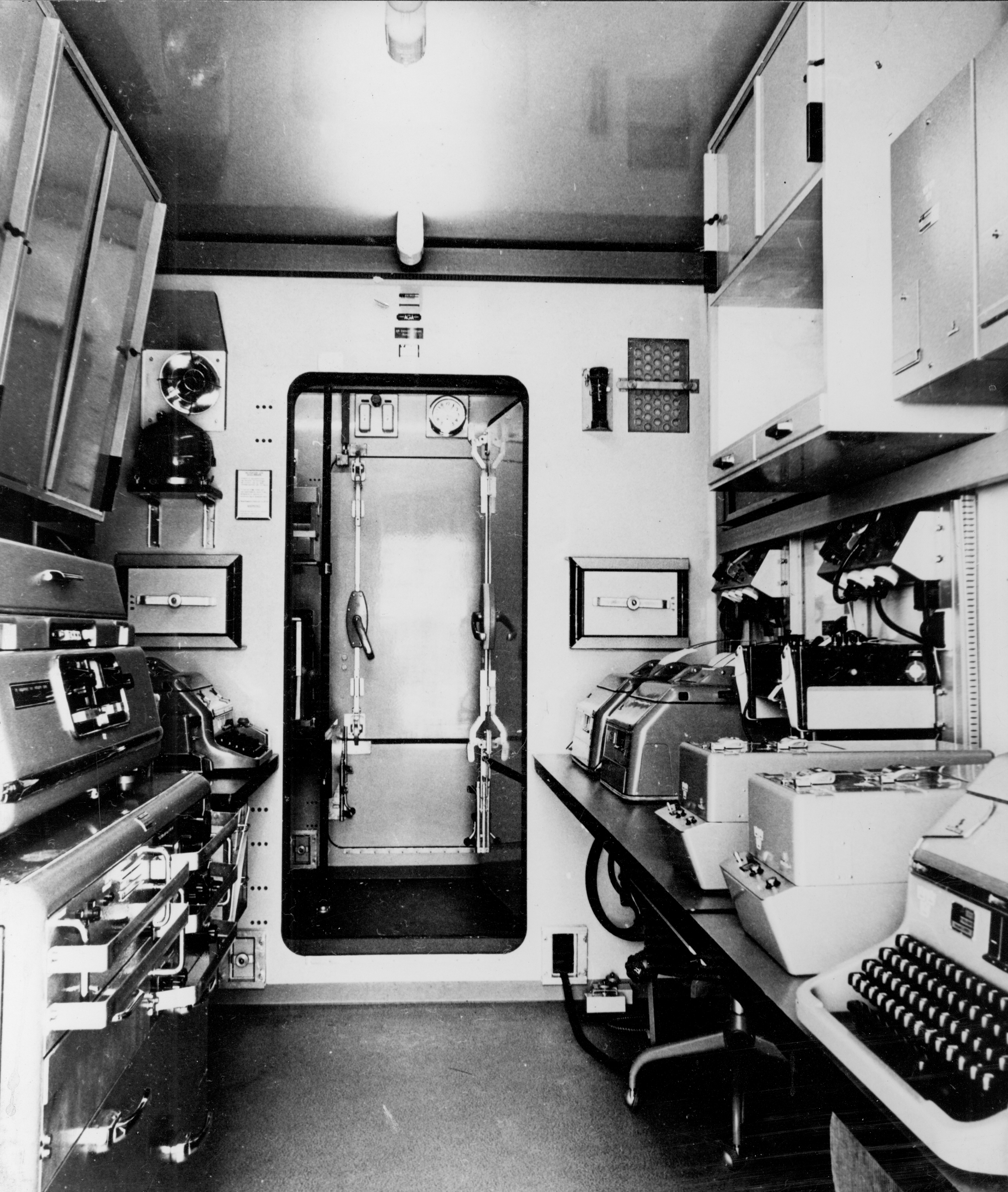
Interiör av signalstationsvagn för Bas 60 i Lopra-systemet.

Luftoperativa radionätet, förkortat LOPRA, var ett av Försvarsmaktens radionät som var i drift från 1960-talet till 1987.[källa behövs]

## Historik
År 1956 överlämnade chefen för Flygvapnet till ÖB sin utredning om ett försvarsmaktsgemensamt kabelbundet fjärrskriftsnät. Samtidigt bedrevs en flygvapenintern utredning om hur flygvapnets fjärrskriftstrafik skulle fungera i krig. Man kom fram till att dåtidens kabelnät var sårbara och en dubblettnät på radio och radiolänk behövdes för flygvapnets behov. Under 1960-talet byggdes nätet upp med 16 understationer och en huvudstation i fred och en i krig.
I fredstid användes nätet huvudsakligen för att skicka adresserade meddelande mellan flygförbanden för att avlasta trådfjärrskriftsnätet till förmån för vädermeddelanden mellan flygförband. Så småningom anslöts även krigsstabsplatserna för ÖB, militärbefälhavarna (MB) och örlogsbaserna. Anslutningar gjordes också till centralerna i det tidigare nämnda försvarsmaktsgemensamma kabelbundna fjärrskriftsnätet. 
Avsikten var att LOPRA i krigstid skulle kunna fungera direkt utan mobiliseringstid tills armén hade byggt upp ett fungerande alternativ. Det gällde ju att säkerställa att förnödenheterna kom fram till krigsflygfälten samtidigt som flygplanen anlände från fredsflygbaserna.
Avsaknaden av felkorrigerande kodning kompenserades med användning av frekvens- och sidbandsdiversitet på kortvågsviorna och hög effekt i kanalen upp till 100 kW ERP med hjälp av 10 kW kortvågssändare från Telefunken och Collins Radio Company samt logaritmisk-periodiska riktantenner från Rohde & Schwarz med c:a 10 gångers antennvinster på både sändar- och mottagarsidan.
Trafiken förmedlades som asynkron fjärrskrift (ITA 2) med överföringstakten 50 Baud. Tontelegrafutrustning WT100 användes för överföring av informationen mellan mottagar- och sändarstationen och WTK340 över kortvågsviorna. WT100 fans i två utförande med sex eller tolv kanaler. WTK340 var bestyckad med tre kanaler mitt i talbandet, frekvensskiftet var +/- 85 Hz. WTK340 mottagardelen var försedd med diversitetsenhet för kvalitetsövervakning av  sidbandssignalerna och undertryckte sidband som saknade godkänd tonsignal. Materiel var ursprungligen avsedd för kabelbunden kommunikation och utvecklades och tillverkades av Siemens i Tyskland. Mottagardelens diversitetsenhet utvecklades för att möjliggöra användning av systemet över kortvåg. 
LOPRA var ett stelt stjärnformigt radionät bestående av ett antal understationer, Us och en huvudstation Hs. Abonnenterna utgjordes av fredsförband och krigsflygfält. Vissa civila myndigheter var även anslutna. Meddelande skrevs in på en blankettmaskin som samtidigt stansade en hålremsa. För sändning av hålremsan användes en remssändare med löpnummergivare. Meddelandet skrevs ut på Us av en hålstansande och tryckande fjärrskrivmaskin Siemens T loch 15. 
Meddelande förmedlande i nätet följde i stort ICAO-formatet. Telegramhuvudet består av ZCZC ABC123 ÅÅMMDD P ABCD adress tolv ggr bokstavsskift som avslutar huvudet. Telegramavslutet indikeras med sju ggr LF och NNNN. ABC är utgående unika linjeidentifiering, 123 är ett löpande telegramlöpnummer, datum, P är prioritet därefter kommer en eller flera adresser.
Två fall förelåg, endera skulle meddelandet vidare till en abonnent under samma Us, i så fall förmedlades meddelande direkt till denna abonnent. I andra fallet skulle meddelandet till en abonnent under ett annat Us. I det fallet sändes meddelandet till denna abonnent via huvudstationen i nätet och vidare till Us varunder mottagande abonnent var ansluten. Abonnentförbindelserna utgjordes av stela radiolänkförbindelse försedda med inlagringsutrustning VT2F för överföring av fjärrskriftsmeddelandet och en snabbtelefonförbindelse mellan Us och fredsförbandens flygtrafikledning. I varje förmedlingspunkt försågs meddelandet med nytt huvud och därmed nya viabeteckning och nytt löpnummer.
Förmedlingsupprustningen i Hs var försedd med mellanlagring av fjärrskriftsmeddelande för utjämning av trafiktoppar.  
I takt med nedläggning av fredsförband minskade också behovet av i fred bemannade Us. För betjäning av de krigsflygfält som fanns kvar infördes så kallad relädrift. Det vill säga ett rUs manövrerades från ett närbeläget Us. Lösningen bestod i införande av minidatorer och interface för styrning av mottagare och sändare vid rUs. 
I slutet av 1960-talet infördes ARQ på vian mellan huvudstationen och understationen längst uppe i norr. Målsättningen med införandet av sändare med hög uteffekt, 10 kW, frekvensdiversitet och riktantenn, både på sändarantenn och mottagarantenn med förstärkningen 10 dB, dvs 10 ggr var att uppnå kanaleffekten 1 MW.
Både sändare och mottagare hade hög frekvensnoggrannhet och stabilitet genom att frekvenssyntesatorer användes. Frekvensavvikelserna övervakades kontinuerligt genom att observera pilotbärvågornas frekvens- och faslägen relativt lokala frekvensnormaler. Mätningar som FOA genomförde på kortvågsviorna visade att felfrekvensen låg under eller i paritet med onoggrannheten hos den då tillgänglig mätutrustning.
Några LOPRA-stationer som saknade fredsabonnenter tog emot internationell vädertrafik för distribution direkt till vädercentralerna i Luftförsvarssektor (LFC) Syd och Mitt. Inga vädermeddelande distribuerades i nätet.
Överste Carl-Gustaf Simmons, som genomförde utredningen Radioplan 56, idé var att skapa ett vertikalt maskformigt sambandssystem i tre plan, kabel, radiolänk och kortvåg med gemensamma knutpunkter i de stora centralerna. Ett meddelande kunde vid skada på en via enkelt länkas över från till exempel kabel till radiolänk eller kortvåg för att i nästa central åter länkas vidare i kabelnätet för att nå en abonnent som enbart var ansluten till trådfjärrskriftsnätet eller vice versa.
Inför nedläggningen av Luftoperativa radionätet 1987 producerades en film om nätet. Filmen fick titeln Från Gnist till Fjärrskrift och beskriver bakgrunden till tillkomsten av LOPRA och vilken teleteknisk materiel som användes för realisering av radionätet. Filmen producerades av Flygvapnets filmdetalj vid före detta Svea flygkår vid Barkarby flygbas. Anledningen till att filmen fick titeln Från Gnist till Fjärrskrift var att den beskriver utvecklingen innan införandet av LOPRA och kan ses som en fortsättning på Carl-Gustaf Simmons bok från Människor emellan Från rop till radio.... Filmen inleds med beskrivning av den flygburna gnistsändare som användes vid skjutövningar med artilleri vid Revingehed. Den finns uppställd på Flygvapenmuseum intill flygplanet Albatros den var monterad i.
Luftoperativa radionätet avvecklades 1987 främst på grund av svårigheten att anställa telegrafikunnig personal eftersom varken försvaret eller fartygsnäringen längre utbildade telegrafister. Tidigt 1980-tal infördes relädrift av Us som saknade fredsabonnenter av samma anledning. Relädrift innebar att närliggande  med fredsabonnent fjärrstyrde och hanterade trafiken vid reläat Us. För upprättande av förbindelser mellan reläat Us och styrande Us användes s.k. spridningsförbindelser via troposfären inom frekvensområdet 20 - 30 MHz. För det ändamålet anskaffades speciella riktantenner med cirkulär polarisation. 
Tre anläggningar (Us 2, Us 11 och Us 18) byggdes om och utgör i dag KV-Radiosystem Fredrika som används för kommunikation med Flygvapnets räddningshelikoptrar HKP 10 från Flygräddningscentralen lokaliserad till Käringberget utanför Göteborg. 
En del av materielen kom även att återanvändas i Marinens kustradiostationer, samt i anläggningar för civil HF-flygradiotrafik.

## Understationer
På följande platser i Sverige fanns understationerna.

- US1 = Hörby
- US2 = Örkelljunga
- US3 = Emmaboda
- US4 = Värnamo
- US5 = Fagerhult
- US6 = Lärbro
- US7 = Lindesberg
- US8 = Skövde
- US9 = Sturefors
- US10 = Flen
- US11 = Vallentuna
- US12 = Heby
- US13 = Garpenberg
- US14 = Arbrå
- US15 = Liden
- US16 = Sidensjö
- US17 = Vindeln
- US18 = Koler

Det kabelbundna fjärrskriftsnätet ersattes i slutet av 1980-talet av Miltex och för väderinformation infördes VÄDER 80-systemet.